# راشفورد ویلیج (مینه‌سوتا)
راشفورد ویلیج، مینه‌سوتا (به انگلیسی: Rushford Village, Minnesota) یک شهر در ایالات متحده آمریکا است که در شهرستان فیلمور واقع شده‌است.

## خصوصیات
راشفورد ویلیج ۸۷٫۱۳ کیلومترمربع مساحت و ۸۰۷ نفر جمعیت دارد و ۲۲۶ متر بالاتر از سطح دریا واقع شده‌است.